# Jean IV. de Chalon-Arlay
Jean IV. de Chalon-Arlay (auch Jean de Chalon, * 1443; † 8. April 1502) war Fürst von Orange; zudem war er Vicomte de Besançon, Seigneur d’Arlay, Nozeroy, Arbois und Bletterans in der Freigrafschaft Burgund, Vicomte d‘Auxonne, Cuiseaux, Varennes-Saint-Sauveur und Beaurepaire-en-Bresse im Herzogtum Burgund, sowie Seigneur de Lamballe, Moncontour, Rhuys und Lespine-Gaudin im Herzogtum Bretagne.

## Biographie
Jean de Chalon wurde 1443 in der Freigrafschaft Burgund geboren; er war der Sohn von Guillaume VIII., Fürst von Orange, und Catherine de Bretagne, einer Tochter von Richard d’Étampes und Schwester von Herzog Franz II. von Bretagne.
Er heiratete am 21. Oktober 1467 Jeanne de Bourbon (1443–1483), Tochter von Herzog Charles I. de Bourbon und Agnes von Burgund, einer Tochter des Herzogs Johann Ohnefurcht. Diese Ehe blieb ohne Nachkommen. Als sein Vater 1475 starb, wurde er Fürst von Orange.
In zweiter Ehe heiratete er Philiberte de Luxembourg, Tochter von Antoine I. de Luxembourg, Comte de Brienne, de Ligny et de Roucy. Ihre Kinder sind:
- Claude, * 1498, † 31. Mai 1521; ⚭ Mai 1515 Heinrich III., Graf von Nassau, Herr zu Breda etc., Ritter des Ordens vom Goldenen Vlies (Haus Nassau)
- Claude de Châlon, * 1499, † 1500, Seigneur d'Arguel
- Philibert, * März 1502, X 5. August 1530 vor Florenz, 1502 Prince d’Orange et de Melfi, Duca di Gravina, Seigneur de Rougemont, de Nozeroy, d‘Orgelet, de Montfaucon, d‘Arlay, Vicomte de Besançon, Comte de Tonnerre, de Charny et de PenthIèvre, 1528 Vizekönig von Neapel, kaiserlicher Generalleutnant, Ritter des Ordens vom Goldenen Vlies

1477, nach dem Tod seines Verbündeten, Herzog Karl der Kühne von Burgund, nahm König Ludwig XI. von Frankreich nicht nur das Herzogtum Burgund an sich, sondern beschlagnahmte auch den gesamten Besitz des Hauses Chalon-Arlay, was den Fürsten von Orange dazu zwang, in den Dienst dieses Königs zu treten. Er kehrte jedoch an die Seite von Maria von Burgund zurück, um deren Heiratspläne mit Maximilian von Österreich, dem späteren Kaiser, zu unterstützen. Noch im gleichen Jahr 1477 ließ Ludwig XI. ihn aus Frankreich verbannen und sein Bildnis in effigie hängen.
Als Neffe des bretonischen Herzogs Franz II. wurde er 1481 von Maximilian in die Bretagne gesandt. Er war an der Verschwörung gegen die Generalschatzmeister Pierre Landais beteiligt, die am 4. April 1484 scheiterte, als deren Folge er, um die Verbannung aufzuheben, wie die anderen Verschwörer auch, mit der Regentin Anne de Beaujeu den Vertrag von Montargis schloss. Dieser erneute Verrat brachte ihm die Beschlagnahme seiner bretonischen Besitzungen ein, die ihm aber nach der zweiten Verschwörung gegen Landais und dessen Hinrichtung vom geschwächten Herzog zurückgegeben wurden. Er übernahm dann die tatsächliche Verwaltung des Herzogtums gemeinsam mit dem bretonischen Marschall Jean IV. de Rieux und Odet d’Aydie, dem Grafen von Comminges.
Die Hand der Prinzessin Anne war damals das wichtigste politische Thema in der Bretagne, bei dem jeder seinen Kandidaten hatte, wobei Jean de Chalon für Maximilian von Österreich stand. In seiner militärischen und politischen Not bot Franz II. ihm – um seine Loyalität zu sichern – die Châtellenies Lamballe, Moncontour, Rhuys und Lespine-Gaudin an. In der Schlacht von Saint-Aubin-du-Cormier vom 28. Juli 1488 am Ende der Guerre folle täuschte er nach heftigem Kampf seinen Tod vor, wurde aber ebenso wie der Herzog vor Orléans von den französischen Siegern gefangen genommen. Er blieb bis Februar 1489 unter Hausarrest in Riom, kehrte dann nach Rennes zurück, um im Auftrag von König Karl VIII. die Ehe Annes mit Alain d’Albret zu verhindern, und mit ihr die Situation der französischen Truppen in der Bretagne zu verhandeln.
Mit der Thronbesteigung Anne de Bretagnes im Jahr 1488 wurde er als Sohn von Catherine de Bretagne präsumptiver Erbe des Herzogtums in Konkurrenz zu Jean II. de Rohan, allerdings nur bis zur Geburt der (französischen und bretonischen) Thronfolger Charles Orland (1492–1495), Charles (1496–1496), François (1497–1498) und schließlich Claude de France (1499–1524). Als solcher nahm er am Herzoglichen Rat teil und griff in die politischen und ehelichen Entscheidungen der Herzogin ein. Sie ernannte ihn zum Kapitän von Rennes und Lieutenant-général. Von 1490 bis 1491 war er der wichtigste Minister neben dem Kanzler Philippe de Montauban und dem Comte de Dunois. Er riet ihr zu Ehe mit Maximilian von Österreich, die 1490 geschlossen und 1491 aufgelöst wurde: In der Falle der Belagerung von Rennes durch französische Truppen, verhandelte er ab September 1491 die Heirat Annes mit den französischen König Karl VIII., war am 6. Dezember 1491 dann ihr Trauzeuge. Durch den Ehevertrag verzichtete er auf seine Rechte in der Bretagne im Wert von 100.000 Livre und auf das Amt des Lieutenant-général de Bretagne, das ihm von Anne 1499 als Witwe zurückgegeben wurde und das er dann bis zu seinem Tod 1502 behielt. Er verhandelte mit einigen anderen auch die Bedingungen von Annes drittem Ehevertrag, diesmal mit König Ludwig XII.
Jean de Chalon-Arlay starb am 8. April 1502 in Lons-le-Saunier im Alter von 59 Jahren. Sein Sohn Philibert de Chalon wurde sein Nachfolger.
Seine Witwe Philiberte de Luxembourg beauftragte am 23. Januar 1531 die Bildhauer Conrat Meit und Giovanni Battista Mariotto mit dem Bau eines Grabmals aus Alabaster und eines Gisant für ihren Ehemann Jean IV. de Chalon-Arlay, dessen erste Ehefrau Jeanne de Bourbon, die erste Tochter Claude d’Arguel, den zweiten Sohn Philibert de Chalon und sich selbst, mit Standort im Couvent des Cordeliers in Lons-le-Saunier. Das nie fertiggestellte Mausoleum wurde im 17. Jahrhundert abgerissen.